# معاداة الكاثوليكية في الولايات المتحدة

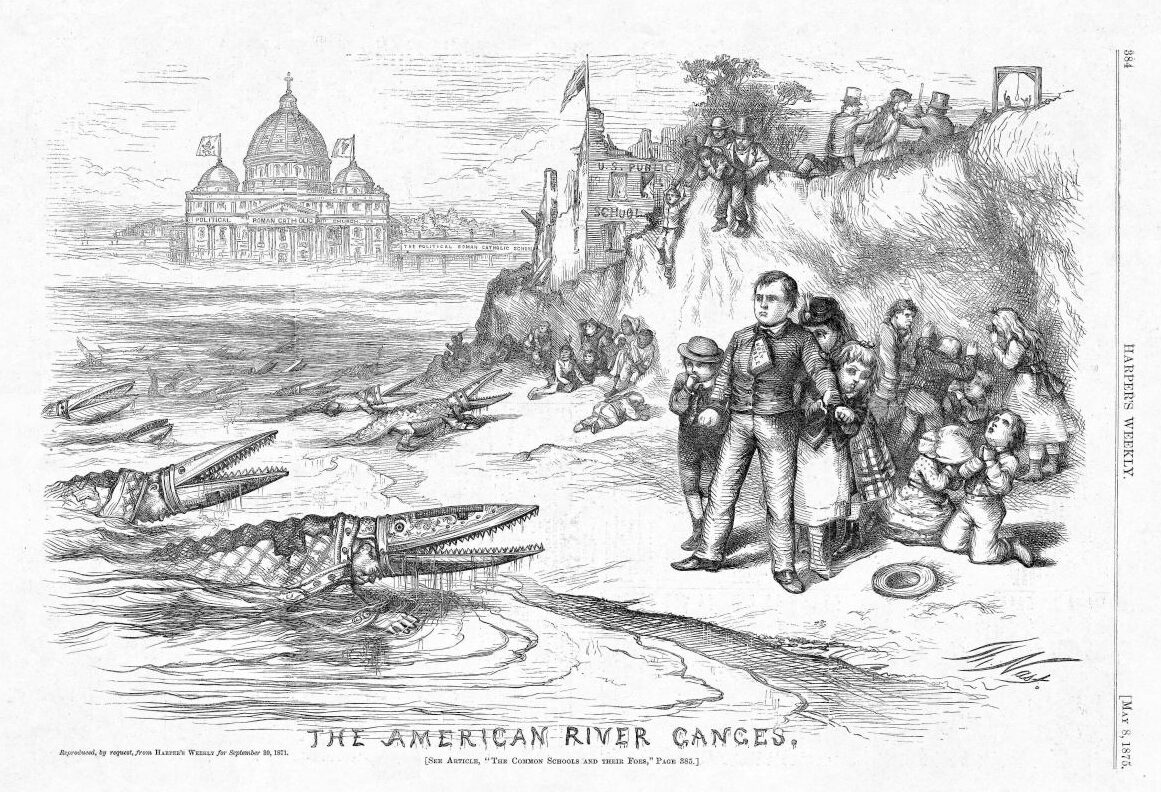

تمتد جذور معاداة الكاثوليكية في الولايات المتحدة إلى المواقف المعادية للكاثوليكية التي جلبها البروتستانت البريطانيون إلى المستعمرات الأميركية. تواجد نوعان من الخطاب المعادي للكاثوليكية في المجتمع الاستعماري، واستمرا طوال القرون التالية. تولد الخطاب الأول من التراث اللاهوتي للإصلاح البروتستانتي والحروب الدينية في أوروبا (منذ القرن السادس عشر إلى الثامن عشر)، وتألف من خطاب معاداة المسيح الإنجيلي وخطاب عاهرة بابل، وقد هيمن على الفكر المعادي للكاثوليكية حتى أواخر القرن السابع عشر. كان الخطاب الثاني خطابًا علمانيًا، وتولد في جانب منه نتيجة للشعور برهاب الأجانب والتمحور حول النزعة العرقية الأهلانية والارتياب إزاء الموجات المتزايدة من المهاجرين الكاثوليك، وخاصة من أيرلندا وإيطاليا وبولندا وكيبك والمكسيك. ركز ذلك الخطاب عادة على سيطرة البابا على الأساقفة والكهنة.
درس المؤرخون الدوافع وراء معاداة الكاثوليكية. وصف المؤرخ آرثر إم. شليسنغر الأب؛ التحامل والتحيز ضد الكاثوليك بأنه «أعمق تحيز في تاريخ الشعب الأمريكي». ذكر الكاتب المحافظ بيتر فيريك ذات مرة (في عام 1960) بأن «الاستفزاز الكاثوليكي هو معاداة السامية بالنسبة لليبراليين». وصف المؤرخ جون هيغام معاداة الكاثوليكية بأنها «التراث الأكثر خصوبة وتماسكًا للتحريض الاضطهادي في التاريخ الأمريكي».
يقول المؤرخ جوزيف جي. مانارد أن الحروب قد حدَّت من معاداة الكاثوليكية: «دعم عدد كاف من الكاثوليك حرب الاستقلال لمحو الأساطير القديمة الكثيرة عن طبيعة الخيانة المتأصلة في الكاثوليكية. … خلال الحرب الأهلية، ساهم التجنيد المكثف للأيرلنديين والألمان في جيش الاتحاد في طرد أفكار الخيانة المتعلقة بالمهاجرين والكاثوليكيين». بعد عام 1980، تلاشت التوترات التاريخية بين البروتستانت الإنجيليين والكاثوليك على نحو كبير. في عالم السياسة، كثيرًا ما كان يتحد الاثنان في القضايا الاجتماعية والثقافية المحافظة، مثل معارضة زواج المثليين. في عام 2000، كان ما يقرب من نصف التحالف الجمهوري من الكاثوليك بجانب أغلبية كبيرة من الإنجيليين البيض.

## البدايات
ترجع جذور معاداة أميركا للكاثوليكية إلى الإصلاح البروتستانتي. نظرًا لأن الإصلاح كان مبنيًا على محاولة لتصحيح ما اعتُبر أنه أخطاء وتجاوزات الكنيسة الكاثوليكية، اتخذ مؤيدوه مواقف متشددة ضد الكنيسة الكاثوليكية الرومانية على نحو عام والسلطة البابوية على نحو خاص. اتخذ هذه المواقف معظم الناطقين باسم البروتستانت في المستعمرات، بمن فيهم الناطقون باسم المذاهب الكالفينية والأنجليكانية واللوثرية. علاوة على ذلك، كانت الهوية الإنجليزية والاسكتلندية والأيرلندية الاسكتلندية تقوم، إلى حد كبير، على معارضة الكاثوليكية. يكتب روبرت كوران: «أن تكون إنجليزيًا يعني أن تكون معاديًا للكاثوليكية».
فر العديد من المستعمرين البريطانيين، مثل البيوريتانيون والأبرشانيون، من الاضطهاد الديني لكنيسة إنجلترا التي كانت عقائدها وطرائق عبادتها متجذرة بقوة في الكنيسة الكاثوليكية الرومانية. بسبب ذلك، أظهرت غالبية الثقافة الدينية الأمريكية الباكرة التحيز البروتستانتي الأكثر تطرفًا ضد الكاثوليكية. كتب جون تريسي إليس «جُلب تحيز عام ضد الكاثوليك إلى جيمستاون سنة 1607، ثم أخذ ينمو بقوة في كل المستعمرات الثلاثة عشر، بداية من ماساتشوستس وحتى جورجيا». احتوت المواثيق والقوانين الاستعمارية على محظورات قانونية محددة ضد الروم الكاثوليك الذين لديهم سلطة سياسية. أشار إليس إلى أن الكراهية المشتركة للكنيسة الكاثوليكية الرومانية يمكن أن تجمع بين رجال الدين الأنجليكانيين والبوريتانيين والعلمانيين على الرغم من خلافاتهم العديدة الأخرى.
في سنة 1642، سنَّت مستعمرة فرجينيا قانونًا يحظر استيطان الكاثوليك. بعد خمس سنوات، سنَّت مستعمرة خليج ماساتشوستس قانونًا مماثلًا.
في سنة 1649، صدر قانون التسامح في ولاية ماريلند، حيث صار «الطعن في الدين والنعت بأسماء دينية مشينة» جريمتين يعاقب عليهما القانون. لكنه أُلغي في سنة 1654، وبالتالي حُرم الكاثوليك مرة آخرى. بحلول سنة 1692، أطاحت ماريلند، الكاثوليكية سابقًا، بحكومة ماريلند، وأسست كنيسة إنجلترا بموجب القانون، وأرغمت الكاثوليك على دفع ضرائب باهظة نظير دعمها. عُزلوا عن المشاركة في السياسة، وصدرت قوانين إضافية حظرت القداس الإلهي وطقوس الأسرار الدينية للكنيسة الكاثوليكية والمدارس الكاثوليكية (انظر الثورة البروتستانتية في ماريلند).
في عام 1719، فرضت ولاية رود آيلاند قيودًا مدنية على الكاثوليك، مثل الحرمان من حق التصويت.
أصبحت ولاية بنسلفانيا ملاذًا آمنًا للاجئين الكاثوليك من ولاية ماريلند. تعرض وليام بن لمضايقات بصفته من الكويكرز، وقد سن قانونًا يمنح جميع الذين يؤمنون بالله قدرًا كبيرًا من التسامح الديني والحقوق المدنية، بغض النظر عن طائفتهم الخاصة. أثار التهديد بالحرب بين إنجلترا وفرنسا شكوكًا جديدة ضد الكاثوليك. مع ذلك، رفضت حكومة الكويكرز في ولاية بنسلفانيا أن تُكرَه على انتهاك سياساتها التقليدية.
حضر جون آدامز قداسًا كاثوليكيًا في فيلادلفيا في أحد أيام سنة 1774. مدح آدامز المواعظ التي تحض على تعليم الواجب المدني، واستمتع بالموسيقى، لكنه سخر من الطقوس التي انخرط فيها الرعايا. في عام 1788، حث جون جاي الهيئة التشريعية في نيويورك على مطالبة الأعضاء المنتخبين بالتخلي عن البابا والسلطات الأجنبية «في جميع المسائل الكنسية والمدنية»، التي تشمل الكنيسة الكاثوليكية والكنيسة الأنجليكانية.
بمجرد أن بدأت الثورة وكان الاستقلال في المتناول، أقرت ولاية فرجينيا وبنسلفانيا وماريلند قوانين التسامح الديني في عام 1776. كان جورج واشنطن، بصفته قائدًا للجيش وبصفته رئيسًا، مروجًا قويًا للتسامح مع جميع الطوائف الدينية. أعرب عن اعتقاده بأن الدين يمثل دعمًا هامًا للنظام العام والأخلاق والفضيلة. غالبًا ما كان يحضر دروسًا من مختلف الطوائف. قمع الاحتفالات المعادية للكاثوليكية في الجيش.
أدى اعتماد الوطنيين على فرنسا الكاثوليكية في الحصول على المساعدات العسكرية والمالية والدبلوماسية إلى انخفاض حاد في الخطاب المناهض للكاثوليكية. في واقع الأمر، حلَّ الملك محل البابا كما كان من الواجب على الوطنيين أن يناضلوا. ظلت معاداة الكاثوليكية قوية بين الموالين، الذين ذهب بعضهم إلى كندا بعد الحرب في حين بقي 80% منهم في الأمة الجديدة. بحلول ثمانينيات القرن الثامن عشر، امتد التسامح الكاثوليكي القانوني ليشمل كل ولايات نيو إنجلاند التي كانت ذات يوم شديدة العداوة، وتوقف التقليد المناهض للكاثوليكية المتمثل في ما عرف بليلة البابا. «في خضم الحرب والأزمات، لم يتخلَّ أهل نيو إنجلاند عن ولائهم لبريطانيا فحسب، بل أيضًا عن أحد أعتى تحيزاتهم».

## القرن التاسع عشر

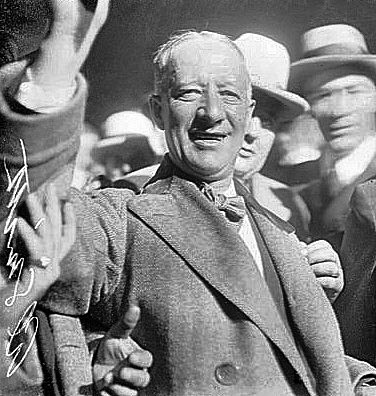
New York Governor Al Smith waves to crowds during his run for President

في عام 1836، نُشر كتاب ماريا مونك فضائح شنيعة لدير راهبات مونتريال هوتيل ديو. حقق الكتاب نجاحًا تجاريًا كبيرًا، ولا يزال ينشره اليوم ناشرون مثل الناشر جاك تشيك. اكتُشفت افتراءات وتلفيقات الكتاب بعد النشر بوقت قصير. كان ذلك الكتاب أبرز الكتيبات المنشورة من هذا النوع. كان العديد من القساوسة السابقين والراهبات السابقات في دوائر المحاضرات المناهضة للكاثوليكية يحكين حكايات بذيئة، تنطوي دائمًا على اتصالات جنسية مع الجنس الآخر بين البالغين: اتصالات جنسية بين كهنة وراهبات، مع أطفال موتى مدفونين في الطابق السفلي.